# Обикновена топчеста мокрица
Обикновените топчести мокрици (Armadillidium vulgare) са вид висши ракообразни от семейство Armadillidiidae.
Таксонът е описан за пръв път от Пиер-Андре Латрей през 1804 година.

## Подвидове
- Armadillidium vulgare rufobrunneus